# Xaviera Hollander
Xaviera Hollander, también llamada La madame alegre (Surabaya, Indonesia; 15 de junio de 1943) ha sido prostituta, empresaria del sexo (madame), escritora, autora, productora teatral, y empresaria hostelera entre otras cosas.

## Breve biografía
Nació con el nombre de Xaviera de Vries en Surabaya, Indonesia, en lo que entonces se conocía como las Indias Orientales Neerlandesas. Al poco de nacer, durante la Segunda Guerra Mundial, estuvo en un campo de concentración japonés con su familia. Su padre era judío y su madre neerlandesa. Después de finalizar la guerra, se mudaron a Ámsterdam. Posteriormente, Xaviera se trasladó a Sudáfrica y después a Nueva York, donde se convirtió en prostituta.
Ha llevado una vida intensa, viviendo en numerosos países, entre ellos España. Habla varios idiomas y es de origen judío. Saltó a la fama por su libro The happy hooker (La prostituta feliz), que fue traducido a varios idiomas y vendió millones de copias. Además de este libro, ha publicado varios otros relacionados con el sexo y la prostitución. Es considerada un icono de la liberación sexual. 
Durante años, tuvo una columna de opinión en la revista, de contenido erótico, Penthouse, donde daba consejos sobre sexualidad.
Desde principios del siglo XXI, vive entre Ámsterdam (Holanda) y Marbella (España), donde posee diversos negocios, como un hotel en Ámsterdam.
Aunque se consideraba heterosexual, Hollander mantuvo una relación de larga duración con una mujer llamada Día que empezó en 1997.

En enero de 2007, se casó en Ámsterdam con Philip de Haan, un hombre neerlandés diez años más joven que ella.

## Obra

### Películas
La vida y obra de Hollander han inspirado varios filmes:
- The Life and Times of Xaviera Hollander (1974) dirigida por Larry G. Spangler[8]
- The Happy Hooker (1975) de Lynn Redgrave
- My Pleasure is my business (1975) de Al Waxman en Internet Movie Database (en inglés).
- The Happy Hooker Goes Hollywood (1980)
- Transit (1992)
- Xaviera Hollander, the Happy Hooker : portrait of a sexual revolutionary (2008) de Robert Dunlap en Internet Movie Database (en inglés).